# Uriel Acosta (film 1919)
Uriel Acosta è un film muto del 1919 diretto da Lajos Lázár.
È una delle pellicole dedicate alla figura di Uriel Acosta, filosofo portoghese del Seicento che lasciò la religione cattolica in cui era stato cresciuto, per abbracciare il giudaismo, religione originaria della madre, un'ebrea convertita. Acosta, rifugiatosi ad Amsterdam, si scontrò con la cultura rabbinica, rifiutandosi di mettere sullo stesso piano la parola degli uomini con quella di Dio (Torah).

## Produzione
Privo di dati.

## Distribuzione
Non si conoscono dati precisi sulla distribuzione del film.